# Carlos López y Valles
Carlos López y Valles, bekannt als Chaflán, (* 4. November 1887 in Victoria de Durango; † 13. Februar 1942 in Tapachula) war ein mexikanischer Schauspieler.
López begann seine Laufbahn als Schauspieler am Theater. Er hatte seinen Durchbruch als Kinoschauspieler in dem Film El águila y el nopal (1929) an der Seite von Joaquín Pardavé, Roberto Soto und Ramón Arbengol. Mit Rollen in El compadre Mendoza (1934), Vámonos con Pancho Villa (1935),  La zandunga (1936), Los millones del Chaflán (1938) und ¡Ay Jalisco no te rajes! wurde er der erste bedeutende Komiker des mexikanischen Films und einer der ersten bedeutenden Schauspieler des mexikanischen Tonfilms. Insgesamt trat er in mehr als dreißig Kinofilmen auf. Als sein letzter Film kam posthum 1945 La última aventura de Chaflán in die Kinos.